# Die Heirat des Leutnants Laré
Die Heirat des Leutnants Laré (franz. Le Mariage du Lieutenant Laré) ist eine Novelle von Guy de Maupassant. Sie erschien erstmals im Jahre 1877 in La Mosaique.

## Handlung
Während des Deutsch-Französischen Krieges erbeutet der Leutnant Laré von einer preußischen Artillerieeinheit 2 Geschütze und wird dafür mit dem Kreuz der Ehrenlegion ausgezeichnet. Bei tiefstem Frost erhält seine Truppe den Befehl, nach Blainville zu marschieren. Unterwegs stoßen sie auf einen alten Mann und seine junge Tochter. Sie sind auf der Flucht vor preußischen Ulanen. Als das Mädchen nicht mehr über ausreichend Kräfte verfügt, um weiterzugehen, bauen die Soldaten für sie eine Sänfte, wickeln sie in ihre Uniformmäntel und tragen sie trotz der extremen Wetterbedingungen. Sie gelangen ins französische Feldlager, das kurz darauf von preußischen Verbänden angegriffen wird. Diese werden zurückgeschlagen. Leutnant Laré erfährt, dass die von ihnen gerettete junge Frau die Tochter des Grafen de Ronfi-Quédissac ist. Er heiratet sie ein Jahr später. Sie bringt eine Mitgift in Höhe von 600.000 Franc in die Ehe ein.

## Textausgabe
- Guy de Maupassant: Novellen, 1893. Aufbau-Verlag, Berlin 1984 (2. Auflage)